# Locais de competição dos Jogos Pan-Americanos de 2011

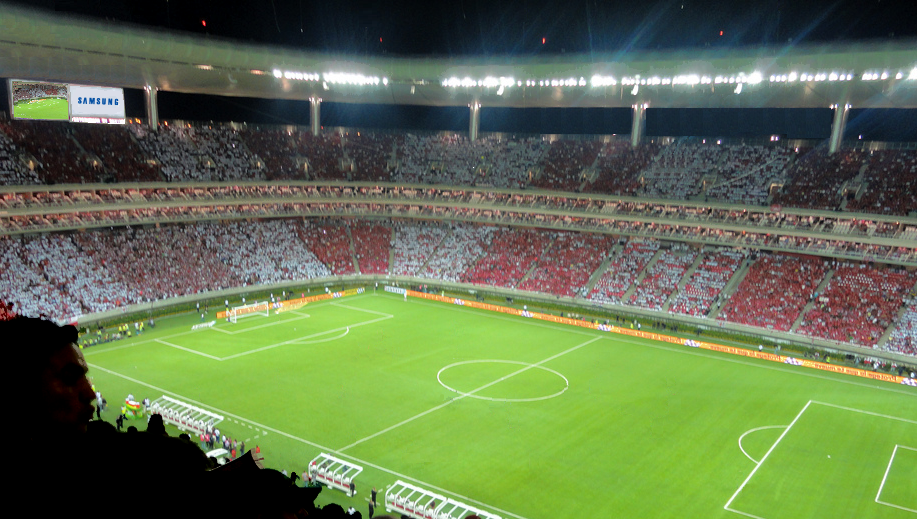
O Estádio Omnilife foi palco das partidas de futebol e das cerimônias de abertura e encerramento.

Esta é a lista dos locais das competições dos Jogos Pan-Americanos de 2011 que foram realizado em Guadalajara, no México, e em cidades adjacentes entre 14 e 30 de outubro. Um total de 35 instalações foram utilizadas, sendo que a maior parte delas foram construídas especialmente para os Jogos.

## Guadalajara
| Local                                  | Modalidades                                      | Capacidade | Status     |
| -------------------------------------- | ------------------------------------------------ | ---------- | ---------- |
| Estádio Pan-Americano de Tiro com Arco | Tiro com arco                                    | 940        | Novo       |
| Ginásio Multiuso                       | Badminton Esgrima                                | 856        | Novo       |
| CODE Dome                              | Basquete Tênis de mesa                           | 3.528      | Reformado  |
| Complexo de Pelota Basca               | Pelota basca                                     | 1.686      | Novo       |
| Pista de Boliche Tapatío               | Boliche                                          | 281        | Existente  |
| CODE San Nicolás                       | Ciclismo (BMX)                                   | 991        | Existente  |
| Circuito Pan-Americano de Maratona     | Atletismo (maratona)                             | –          | Temporário |
| Rota Pan-Americana de Ciclismo         | Ciclismo (estrada)                               | –          | Temporário |
| Velódromo Pan-Americano                | Ciclismo (pista)                                 | 1.984      | Novo       |
| Country Club de Guadalajara            | Hipismo                                          | 2.300      | Reformado  |
| Clube de Golfe Santa Sofía             | Hipismo (CCE)                                    | 450        | Existente  |
| Hipica Club                            | Hipismo (adestramento e saltos) Pentatlo moderno | 432        | Novo       |
| Estádio Tlaquepaque                    | Rugby sevens                                     | 1.156      | Existente  |
| Estádio de Ginástica Nissan            | Ginástica                                        | 3.434      | Novo       |
| Ginásio San Rafael                     | Handebol                                         | 1.737      | Novo       |
| Estádio Pan-Americano de Hóquei        | Hóquei sobre a grama                             | 1.870      | Novo       |
| Ginásio CODE II                        | Judô Lutas Taekwondo                             | 2.229      | Novo       |
| Complexo de Raquetebol                 | Raquetebol                                       | 636        | Reformado  |
| Pista Pan-Americana de Patinação       | Patinação                                        | 820        | Novo       |
| Estádio Pan-Americano de Softbol       | Softbol                                          | 798        | Novo       |
| Polígono de Tiro Pan-Americano         | Tiro (rifles e pistolas)                         | 438        | Novo       |
| Clube de Caça de Jalisco               | Tiro (espingarda)                                | 10.00      | Existente  |
| Complexo de Squash                     | Squash                                           | 280        | Existente  |
| Complexo de Tênis Telcel               | Tênis                                            | 2.592      | Novo       |
| Estádio de Vôlei Pan-Americano         | Vôlei                                            | 3.152      | Novo       |
| Pista de Esqui Aquático de Boca Laguna | Esqui aquático                                   | 1.360      | Existente  |
| Fórum de Levantamento de Peso          | Levantamento de peso                             | 902        | Novo       |

## Zapopan
| Local                       | Modalidades                                                   | Capacidade                         | Status    |
| --------------------------- | ------------------------------------------------------------- | ---------------------------------- | --------- |
| Estádio Omnilife            | Abertura e encerramento Futebol                               | 51.000 (abertura) 49.850 (futebol) | Existente |
| Estádio de Atletismo Telmex | Atletismo                                                     | 15.000                             | Novo      |
| Centro Aquático Scotiabank  | Natação Natação sincronizada Polo aquático Saltos ornamentais | 4.656                              | Novo      |

## Ciudad Guzmán
| Local                    | Modalidades   | Capacidade | Status |
| ------------------------ | ------------- | ---------- | ------ |
| Curso de Canoagem e Remo | Remo Canoagem | 1080       | Novo   |

## Lagos de Moreno
| Local                             | Modalidades | Capacidade | Status |
| --------------------------------- | ----------- | ---------- | ------ |
| Estádio Pan-Americano de Beisebol | Beisebol    | 3.767      | Novo   |

## Puerto Vallarta
| Local                                   | Modalidades                | Capacidade | Status     |
| --------------------------------------- | -------------------------- | ---------- | ---------- |
| Estádio Pan-Americano de Vôlei de Praia | Voleibol de praia          | 2450       | Temporário |
| Vallarta Yacht Club                     | Vela                       | –          | Temporário |
| Terminal Marítimo API                   | Natação (maratona) Triatlo | 850        | Temporário |

## Tapalpa
| Local                                   | Modalidades              | Capacidade | Status     |
| --------------------------------------- | ------------------------ | ---------- | ---------- |
| Circuito Pan-Americano de Mountain Bike | Ciclismo (mountain bike) | 230        | Temporário |